# Waleria Janczak
Waleria Janczak (ur. 9 grudnia 1903 w Twerze, Rosja, zm. 8 czerwca 1959 w Warszawie) – polska chemiczka, zastępca profesora i kierownik Katedry i Zakładu Chemii Nieorganicznej i Analitycznej Wydziału Farmaceutycznego Akademii Medycznej w Warszawie.

## Życiorys
Urodziła się w rodzinie Pawła i Zofii Marii Józefiny ze Studnickich (1869–1945). Studiowała na Wydziale Filozofii w dziedzinie chemii na Uniwersytecie Poznańskim, była asystentką prof. Tadeusza Miłobędzkiego. W 1930 obroniła doktorat.
Podczas okupacji hitlerowskiej uczyła w liceum chemicznym oraz prowadziła tajne wykłady na Uniwersytecie Warszawskim, Politechnice Warszawskiej i Uniwersytecie Ziem Zachodnich.
Po zakończeniu wojny, do 1950 była wykładowcą Uniwersytetu Warszawskiego, a następnie Akademii Medycznej w Warszawie. W latach 1946–1959 pełniła funkcję kierownika Zakładu Chemii Nieorganicznej i Analitycznej, równocześnie w latach 1952–1959 była prodziekanem Wydziału Farmaceutycznego.

Autorka prac naukowych publikowanych na łamach „Roczników Chemii”.

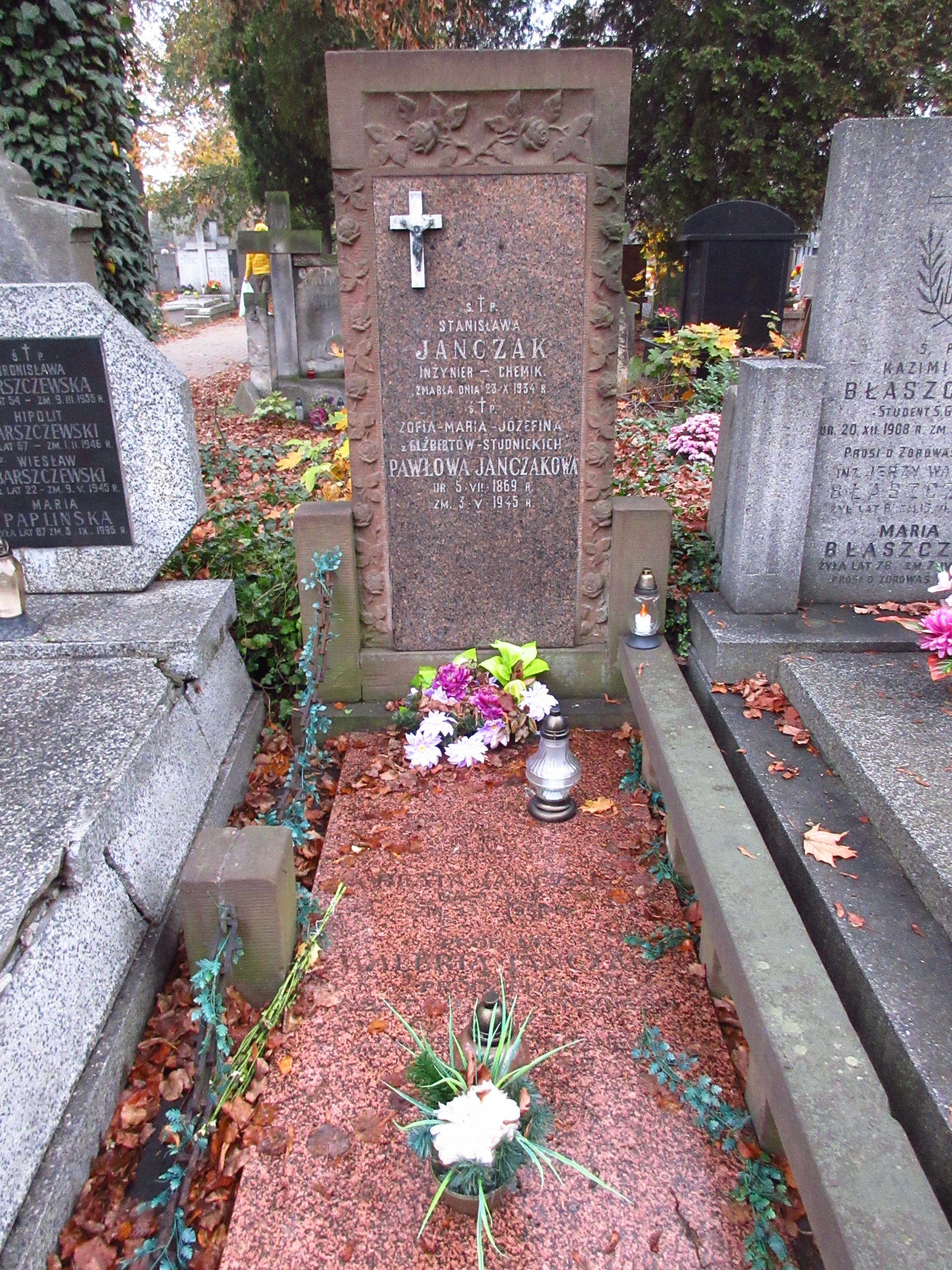
Grób profesor Walerii Janczak na cmentarzu Bródnowskim.

Zmarła w Warszawie, pochowana na cmentarzu Bródnowskim (kwatera 83A-3-32).

## Ordery i odznaczenia
- Złoty Krzyż Zasługi (9 lipca 1954)[1]
- Medal 10-lecia Polski Ludowej (13 stycznia 1955)[8]